# 서울특별시도 제50호선
서울특별시도 제50호선 (서린 ~ 상일선)은 서울특별시 중구 태평로1가 청계광장에서 시작하여 강동구 하남시계 (상일 나들목 인근)까지를 잇는 서울특별시도 관리용 노선이다.

## 노선
| 구간                               | 이름                                                                                 | 접속 노선                                                                 | 소재지     | 소재지                | 비고 |
| ---------------------------------- | ------------------------------------------------------------------------------------ | ------------------------------------------------------------------------- | ---------- | --------------------- | ---- |
| 청계천로                           | 청계광장                                                                             | 서울특별시도 제24호선 (세종대로)                                          | 서울특별시 | 북:종로구 남:중구     |      |
| 청계천로                           | 무교동사거리                                                                         | 서울특별시도 제26호선 (무교로)                                            | 서울특별시 | 북:종로구 남:중구     |      |
| 청계천로                           | 광교                                                                                 | 서울특별시도 제2115호선 (남대문로)                                        | 서울특별시 | 북:종로구 남:중구     |      |
| 청계천로                           | 청계2가 (삼일교)                                                                     | 서울특별시도 제27호선 (삼일대로)                                          | 서울특별시 | 북:종로구 남:중구     |      |
| 청계천로                           | (전태일기념관)                                                                       | 서울특별시도 제2705호선 (수표로)                                          | 서울특별시 | 북:종로구 남:중구     |      |
| 청계천로                           | 청계3가 (관수교)                                                                     | 서울특별시도 제2707호선 (충무로)                                          | 서울특별시 | 북:종로구 남:중구     |      |
| 청계천로                           | 청계4가 (배오개다리)                                                                 | 서울특별시도 제28호선 (창경궁로)                                          | 서울특별시 | 북:종로구 남:중구     |      |
| 청계천로                           | 청계5가 (마전교)                                                                     | 서울특별시도 제29호선 (동호로)                                            | 서울특별시 | 북:종로구 남:중구     |      |
| 청계천로                           | 청계6가 (오간수교)                                                                   | 서울특별시도 제C1호선 (율곡로 · 장충단로)                                 | 서울특별시 | 북:종로구 남:중구     |      |
| 청계천로                           | (맑은내다리)                                                                         |                                                                           | 서울특별시 | 북:종로구 남:중구     |      |
| 청계천로                           | 청계7가 (다산교)                                                                     | 서울특별시도 제4905호선 (지봉로 · 다산로)                                 | 서울특별시 | 북:종로구 남:중구     |      |
| 청계천로                           | (영도교)                                                                             | 종로58길 마장로9길                                                        | 서울특별시 | 북:종로구 남:중구     |      |
| 청계천로                           | 청계8가 (황학교)                                                                     | 서울특별시도 제4801호선 (난계로)                                          | 서울특별시 | 북:종로구 남:중구     |      |
| 청계천로                           | 청계8가 (황학교)                                                                     | 서울특별시도 제4801호선 (난계로)                                          | 서울특별시 | 북:동대문구 남:성동구 |      |
| 청계천로                           | (비우당교)                                                                           | 하정로 마장로19길                                                         | 서울특별시 |                       |      |
| 청계천로                           | 성북천교                                                                             |                                                                           | 서울특별시 |                       |      |
| 청계천로                           | 청계9가 (무학교)                                                                     | 서울특별시도 제4803호선 (무학로)                                          | 서울특별시 |                       |      |
| 청계천로                           | (두물다리)                                                                           |                                                                           | 서울특별시 |                       |      |
| 청계천로                           | 마장램프 (정릉천교)                                                                  | 서울특별시도 제C3호선 (내부순환로) 정릉천동로                             | 서울특별시 |                       |      |
| 청계천로                           | 서울시설공단 교차로                                                                  | 서울특별시도 제30호선 (고산자로)                                          | 서울특별시 |                       |      |
| 청계천로                           | 청계한신휴플러스 교차로                                                              | 서울특별시도 제5113호선 (천호대로) 서울특별시도 제5001호선 (서울시립대로) | 서울특별시 |                       |      |
| 천호대로                           | 청계한신휴플러스 교차로                                                              | 서울특별시도 제5113호선 (천호대로) 서울특별시도 제5001호선 (서울시립대로) | 서울특별시 |                       |      |
| 신답역 교차로 (신답지하차도)       | 서울특별시도 제3003호선 (마장로 · 사가정로)                                          |                                                                           | 서울특별시 |                       |      |
| 답십리역                           |                                                                                      |                                                                           | 서울특별시 |                       |      |
| 답십리역 교차로                    | 서울특별시도 제5111호선 (전농로) 용답중앙15길                                        |                                                                           | 서울특별시 |                       |      |
| 도시철도공사 교차로                | 서울특별시도 제5003호선 (한천로) 자동차시장길                                        |                                                                           | 서울특별시 |                       |      |
| 장한평역 교차로                    | 장한로                                                                               |                                                                           | 서울특별시 |                       |      |
| 군자교                             | 서울특별시도 제02호선 (동부간선도로) 가람길                                          |                                                                           | 서울특별시 |                       |      |
| 군자교                             | 서울특별시도 제02호선 (동부간선도로) 가람길                                          | 북:광진구 남:성동구                                                       | 서울특별시 |                       |      |
| 군자교 교차로                      | 국도 제3호선 (동일로) 국도 제47호선 (동일로) 서울특별시도 제32호선 (동일로)          | 국도 제3호선과 중복                                                       | 서울특별시 |                       |      |
| 군자교 교차로                      | 국도 제3호선 (동일로) 국도 제47호선 (동일로) 서울특별시도 제32호선 (동일로)          | 국도 제3호선과 중복                                                       | 서울특별시 | 광진구                |      |
| 군자역 교차로                      | 서울특별시도 제0405호선 (능동로)                                                     | 국도 제3호선과 중복                                                       | 서울특별시 |                       |      |
| 아차산역삼거리                     | 서울특별시도 제5005호선 (용마산로)                                                   | 국도 제3호선과 중복                                                       | 서울특별시 |                       |      |
| 아차산역                           |                                                                                      | 국도 제3호선과 중복                                                       | 서울특별시 |                       |      |
| 아차산역사거리                     | 국도 제3호선 (자양로) 서울특별시도 제31호선 (자양로)                                 | 국도 제3호선과 중복                                                       | 서울특별시 |                       |      |
| 워커힐입구 교차로                  | 워커힐로                                                                             |                                                                           | 서울특별시 |                       |      |
| 광장사거리 (광나루역)              | 국도 제43호선 (아차산로) 국도 제46호선 (아차산로) 서울특별시도 제3107호선 (아차산로) | 국도 제43, 46호선과 중복                                                  | 서울특별시 |                       |      |
| 천호대교 북단                      | 서울특별시도 제05호선 (강변북로) 국도 제46호선 (강변북로)                            | 국도 제43, 46호선과 중복                                                  | 서울특별시 |                       |      |
| 천호대교                           |                                                                                      | 국도 제43호선과 중복                                                      | 서울특별시 |                       |      |
| 천호대교                           | 강동구                                                                               | 국도 제43호선과 중복                                                      | 서울특별시 |                       |      |
| 천호대교분기점                     | 서울특별시도 제06호선 (올림픽대로)                                                   | 국도 제43호선과 중복                                                      | 서울특별시 |                       |      |
| 천호사거리 (천호지하차도) (천호역) | 서울특별시도 제44호선 (올림픽로)                                                     | 국도 제43호선과 중복                                                      | 서울특별시 |                       |      |
| 강동역                             |                                                                                      | 국도 제43호선과 중복                                                      | 서울특별시 |                       |      |
| 강동성심병원 교차로                | 성안로                                                                               | 국도 제43호선과 중복                                                      | 서울특별시 |                       |      |
| 길동사거리                         | 서울특별시도 제42호선 (양재대로)                                                     | 국도 제43호선과 중복                                                      | 서울특별시 |                       |      |
| 둔촌고교입구 교차로                | 명일로                                                                               | 국도 제43호선과 중복                                                      | 서울특별시 |                       |      |
| 생태공원앞 교차로                  | 서울특별시도 제3103호선 (동남로)                                                     | 국도 제43호선과 중복                                                      | 서울특별시 |                       |      |
| (명칭 미상)                        | 천호대로213길                                                                        | 국도 제43호선과 중복                                                      | 경기도     | 하남시                |      |
| (명칭 미상)                        | 상암로                                                                               | 국도 제43호선과 중복                                                      | 서울특별시 | 강동구                |      |
| 상일2교                            | 서울특별시도 제5009호선 (상일로)                                                     | 국도 제43호선과 중복                                                      | 서울특별시 | 강동구                |      |
| 상일 나들목                        | 100호선 수도권제1순환고속도로                                                        | 국도 제43호선과 중복                                                      | 서울특별시 | 강동구                |      |
| 국도 제43호선 (조정대로)와 직결    |                                                                                      |                                                                           |            |                       |      |